# Roy Roselló
Roy Stephan Rosselló Díaz (Río Piedras Puerto Rico, 1 de mayo de 1970) es un cantante y actor puertorriqueño que perteneció al grupo Menudo de 1983 a 1986.
Protagonizó la película Estrella de la Selva, animó el programa brasilero Frente Jovem, formó parte del dúo Roy & Rhaulin. Como vendedor de Bienes Raíces realizó la venta de la casa de Menudo en Puerto Rico a Chayanne y participó en el grupo La Reunión, con el que ha grabado un CD en Brasil.
En 2014 Roy Rosselló denunció haber sido víctima de violencia y abuso sexual por parte del manager del grupo, Edgardo Díaz, y en octubre de 2020 reiteró su denuncia y su intención de enjuiciarlo.

## Etapa con Menudo
De todos los miembros en Menudo, Roy fue el único que no audicionó, ya que Edgardo Díaz decidió integrarlo al grupo "porque atraía a muchas jovencitas", según Edgardo Díaz. Pero lo hizo porque lo atraía mucho a él; esto aseguró Roy Roselló en una entrevista que concedió para el programa de TV Ventaneando en 2020: "Yo fui el único integrante el cual no hizo ningún tipo de audición en Menudo, porque todos saben que yo entré en Menudo porque Edgardo simplemente me vio y se enamoró de mí."
Ex Menudo Roy Roselló a Edgardo Díaz: "La pedofilia no prescribe"

## Vida personal
Roy tiene cinco hijos con cinco mujeres diferentes. Bianca, Roy Jr., Guillermo, Enrico y Sophia.